# Дива в Гуслярі
«Дива в Гуслярі» (рос. Чудеса в Гусляре) — збірка зв'язаних фантастичних оповідань російського радянського письменника-фантаста Кира Буличова. Уперше збірка опублікована у 1972 році у видавництві «Молода гвардія» в серії «Библиотека советской фантастики», і вона стала першою збіркою оповідань автора. Після цього збірка неодноразово перевидавалась і доповнювалась, за оцінками деяких критиків, до серії оповідань входить 70—100 творів, поділених на 6 частин. За оцінками критиків, у збірці міститься критика на сучасне авторові життя радянського, а пізніше вже російського суспільства кінця ХХ — початку ХХІ століття.

## Опис збірки
Перше видання збірки складається з двох частин: «Так розпочинаються повені», яка складається з 11 фантастичних оповідань; та другої частини «Прибульці в Гуслярі», 7 оповідань якої є першими творами Буличова із циклу про місто Великий Гусляр.

### Так розпочинаються повені

#### Поділись зі мною…
В оповіданні «Поділись зі мною…» описується планета, на якій кожна людина здатна відчути біль і переживання іншої людини, та може допомогти їй, забираючи цей біль на себе.

#### Хатинка
Оповідання «Хатинка» є першим розділом із повісті «Великий дух і втікачі» із циклу творів про лікаря Павлиша, яка повністю вперше опублікована також у 1972 році в 11 випуску збірки наукової фантастики «НФ» видавництва «Знання».

#### «Хокей Толі Гусєва» і «Порожній Будинок»
Оповідання «Хокей Толі Гусєва» і «Порожній будинок» є фантастичними історіями про дивні відкриття, здійснені людьми у космосі.

#### Такан для дітей Землі
В оповіданні «Такан для дітей Землі» розповідається про лови чудової тварини, яка живе на далекій планеті.

#### Так розпочинаються повені
В оповіданні «Так розпочинаються повені» описується фантастичний світ із дивними особливостями причинно-наслідкових зв'язків.

#### Я вас перший виявив!
Оповідання «Я вас перший виявив!» присвячене моральним проблемам далекого космічного пошуку — космонавти, які вже тривалий час знаходяться в міжзоряній експедиції та витримують неабиякі труднощі, несподівано дізнаються, що їх подвиг втратив свій зміст завдяки відкриттю, яке дозволяє космічним кораблям літати із неймовірною до цього часу швидкістю.

#### Освячення храму Ананда
Оповідання «Освячення храму Ананда» описує проникнення групи дослідників із майбутнього в далеке минуле на території сучасної М'янми, що призводить до непередбачуваних наслідків — герой оповідання закохується в дівчину з минулого, і вирішує залишитись у минулому разом з нею.

#### Несправність на лінії
В оповіданні «Несправність на лінії» розповідається про те, що головний герой оповідання випадково виявляє передавач предметів у часі. Знахідка приводить героя, зокрема, до серйозних моральних роздумів.

#### Коли вимерли динозаври?
Оповідання «Коли вимерли динозаври?» Кір Буличов вважав своїм першим фантастичним твором. У ньому розповідається про виявлення фотоплівок журналіста Грісмана, які ставлять під сумнів зникнення динозаврів у далекому минулому.

#### Вибір
Оповідання «Вибір» є першим із циклу оповідань про героя, якого автор пізніше назве Гариком Гагаріним. У ньому розповідається про людину, яка має велику кількість паранормальних властивостей. Герой поставлений перед вибором — залишитись на Землі, яка стала йому другою батьківщиною, проте на якій він залишиться назавжди чужим і незрозумілим, або увійти до суспільства подібних на нього індивідуумів. Герой вибирає життя на Землі.

### Прибульці в Гуслярі
Друга частина збірки «Прибульці в Гуслярі» є першою публікацією творів із циклу про місто Великий Гусляр. Перед другою частиною збірки у книзі міститься розлогий авторський «Вступ», у якому розповідається про історію цього фантастичного міста.

#### Зв'язки особистого характеру
Оповідання «Зв'язки особистого характеру» відоме тим, що воно стало першим оповіданням циклу про Великий Гусляр. У ньому розповідається про невдалу посадку іншопланетного космічного корабля в околицях міста і події, які відбулись після цього.

#### Як його упізнати?
В оповіданні «Як його упізнати?» розповідається про те, як герої оповідання шукають агента з майбутнього, який спостерігає за життям Великого Гусляра, проте ніяк не можуть його виявити.

#### Криниця мудрості
В оповіданні «Криниця мудрості» головний герой оповідання Корнелій Удалов отримує унікальну можливість використовувати свої інтелектуальні здібності в повному обсязі, оскільки він дізнався із журналу Здоров'я те, що людський мозок працює усього на 1 % своїх можливостей.

#### Треба допомогти
В оповіданні «Треба допомогти» описується, як Корнелій Удалов робить спробу допомогти дивному іншопланетному гостю.

#### Розум у полоні
В оповіданні «Розум у полоні» розумний іншопланетний восьминіг потрапляє як риболовецький трофей до жителів Великого Гусляра, які тривалий час не можуть зрозуміти, з ким вони мають справу.

#### У продажу є золоті рибки
В оповіданні «У продажу є золоті рибки» розповідається про те, що в зоомагазин у Великому Гуслярі у продаж поступила партія чарівних золотих рибок, які можуть виконувати бажання.

#### Зворотнє почуття
Оповідання «Зворотнє почуття» присвячене дивній бабці Глумушці, яку всі вважають знахаркою, проте вона є іншопланетною гостею, яка допомагає жителям Великого Гусляра та околиць із особистих добрих почуттів.

## Великий Гусляр
Збірка є першою книгою із серії оповідань про фантастичне місто Великий Гусляр. Прототипом цього міста, за більшістю джерел, є російське місто Великий Устюг. За різними оцінками, у цикл входять 70—100 оповідань, як поділяються на 6 частин: «Чудеса в Гуслярі», «Прибульці в Гуслярі», «Повернення в Гусляр», «Гусляр-2000», «Панове гуслярці» та «Гусляр назавжди». Частина оповідань надруковані вже після смерті автора. За оцінками критиків, у збірці міститься критика на сучасне авторові життя радянського, а пізніше вже російського суспільства кінця ХХ — початку ХХІ століття.

## Екранізації на основі збірки
У 1989—1991 роках на основі частини оповідань збірки на кіностудії «Куйбишевтелефільм» знятий ляльковий мультиплікаційний серіал із 6 фільмів.

## Переклади
Частина творів збірки перекладені кількома іноземними мовами, зокрема англійською, польською та болгарською.